# 1. Fußball-Club Saarbrücken 1983-1984
Questa voce raccoglie le informazioni riguardanti il 1. Fußball-Club Saarbrücken nelle competizioni ufficiali della stagione 1983-1984.

## Stagione
Nella stagione 1983-1984 il Saarbrücken, allenato da Uwe Klimaschefski, concluse il campionato di 2. Bundesliga al 10º posto.

## Rosa
| N. |                     | Ruolo | Calciatore       |
| -- | ------------------- | ----- | ---------------- |
|    | Germania (bandiera) | P     | Wolfgang Kellner |
|    | Germania (bandiera) | P     | Roland Kuppig    |
|    | Germania (bandiera) | D     | Reinhard Brendel |
|    | Germania (bandiera) | D     | Walter Gruler    |
|    | Germania (bandiera) | D     | Kurt Knoll       |
|    | Polonia (bandiera)  | D     | Detsi Kruszyński |
|    | Germania (bandiera) | D     | Walter Müller    |
|    | Germania (bandiera) | D     | Michael Nushöhr  |
|    | Germania (bandiera) | D     | Norbert Schlegel |
|    | Germania (bandiera) | D     | Ernst Traser     |
|    | Germania (bandiera) | C     | Michael Blättel  |

| N. |                         | Ruolo | Calciatore          |
| -- | ----------------------- | ----- | ------------------- |
|    | Germania (bandiera)     | C     | Jochen Goll         |
|    | Germania (bandiera)     | C     | Stefan Jambo        |
|    | Germania (bandiera)     | C     | Michael Kalkbrenner |
|    | Thailandia (bandiera)   | C     | Witthaya Laohakul   |
|    | Germania (bandiera)     | A     | Pierre Dickert      |
|    | Germania (bandiera)     | A     | Norbert Hönnscheidt |
|    | RD del Congo (bandiera) | A     | Etepe Kakoko        |
|    | Germania (bandiera)     | A     | Peter Mack          |
|    | Germania (bandiera)     | A     | Wolfgang Seel       |
|    | Germania (bandiera)     | A     | Egbert Zimmermann   |

## Organigramma societario
Area tecnica
- Allenatore: Uwe Klimaschefski
- Allenatore in seconda:
- Preparatore dei portieri:
- Preparatori atletici:

## Calciomercato

### Sessione estiva
| Acquisti | Acquisti         | Acquisti             | Acquisti |
| R.       | Nome             | da                   | Modalità |
| -------- | ---------------- | -------------------- | -------- |
| D        | Reinhard Brendel | Norimberga           |          |
| A        | Pierre Dickert   | Alemannia Aquisgrana |          |
| C        | Jochen Goll      | Hannover 96          |          |
| D        | Walter Gruler    | Hertha Berlino       |          |
| P        | Wolfgang Kellner | Unterhaching         |          |
| D        | Detsi Kruszyński | Concordia Amburgo    |          |
| A        | Peter Mack       | Hertha Berlino       |          |
| D        | Michael Nushöhr  | Ulma                 |          |
| D        | Norbert Schlegel | Norimberga           |          |

| Cessioni | Cessioni          | Cessioni         | Cessioni |
| R.       | Nome              | a                | Modalità |
| -------- | ----------------- | ---------------- | -------- |
| P        | Holger Gehrke     | Blau-Weiß Berlin |          |
| A        | Stefan Krämer     | Saarbrücken II   |          |
| C        | Siegmund Malek    | Lurup            |          |
| C        | Christian Schopen | VfR Bürstadt     |          |
| C        | Aron Schöpfer     | Homburg          |          |
| D        | Jürgen Strack     | VfR Bürstadt     |          |
| D        | Edgar Zoller      | Oldenburg        |          |

### Sessione invernale
| Acquisti | Acquisti | Acquisti | Acquisti |
| R.       | Nome     | da       | Modalità |
| -------- | -------- | -------- | -------- |

| Cessioni | Cessioni | Cessioni | Cessioni |
| R.       | Nome     | a        | Modalità |
| -------- | -------- | -------- | -------- |

## Risultati

### 2. Bundesliga

#### Girone di andata
| Arbitro: | Correll |

|                             |           |          |
| Seel 63’ Dickert 89’ (rig.) | Marcatori | 7’ Mainz |

| Arbitro: | Tritschler |

|                                        |           |  |
| Bartel 1’ Quabeck 53’ Pache 61’ (rig.) | Marcatori |  |

| Arbitro: | Uhlig |

|             |           |         |
| Stetter 60’ | Marcatori | 9’ Mack |

| Arbitro: | Wippker |

|                 |           |                     |
| Hönnscheidt 28’ | Marcatori | 78’, 79’, 82’ Hampl |

| Arbitro: | Osmers |

|            |           |                 |
| Täuber 55’ | Marcatori | 35’ Hönnscheidt |

| Arbitro: | Kautschor |

|                     |           |  |
| Gruler 33’ Seel 85’ | Marcatori |  |

| Arbitro: | Brückner |

|                         |           |  |
| Krüger 54’ Diekmann 82’ | Marcatori |  |

| Arbitro: | Hellwig |

|                             |           |           |
| Blättel 25’ Hönnscheidt 42’ | Marcatori | 19’ Wirtz |

| Arbitro: | Scheuerer |

|                                   |           |  |
| Metzler 35’ (rig.) Glöde 40’, 87’ | Marcatori |  |

| Arbitro: | Walz |

|                     |           |                   |
| Seel 37’ Müller 79’ | Marcatori | 57’ (rig.) Lorant |

| Arbitro: | Retzmann |

|                                                     |           |  |
| Lay 8’ Yilderim 50’ Dubski 61’ (rig.) Wohlfarth 65’ | Marcatori |  |

| Arbitro: | Jupe |

|                                                    |           |                                        |
| Dickert 20’ Kruszyński 39’ Kakoko 69’ Schlegel 82’ | Marcatori | 5’, 26’, 72’ Löw 33’ (aut.) Kruszyński |

| Arbitro: | Broska |

|                                              |           |                |
| Dittus 17’, 41’ Günther 22’, 56’ Schüler 48’ | Marcatori | 4’ Hönnscheidt |

| Arbitro: | Stark |

|                                                            |           |  |
| Blättel 47’, 90’ Kakoko 59’ Hönnscheidt 72’ Zimmermann 86’ | Marcatori |  |

| Arbitro: | Wahmann |

|                             |           |           |
| Rombach 57’ (rig.) Olck 90’ | Marcatori | 7’ Kakoko |

| Arbitro: | Neuner |

|             |           |                           |
| Dickert 59’ | Marcatori | 12’ Linßen 52’ Kurtenbach |

| Arbitro: | Osmers |

|  |           |                                                                 |
|  | Marcatori | 18’, 38’ Blättel 62’ Kakoko 65’ (rig.) Dickert 67’ (aut.) Gorka |

| Arbitro: | Michel |

|                                  |           |                  |
| Dickert 3’, 53’, 69’ Blättel 17’ | Marcatori | 62’ Schlumberger |

| Arbitro: | Boos |

|            |           |                  |
| Hobday 78’ | Marcatori | 50’ (rig.) Jambo |

#### Girone di ritorno
| Arbitro: | Diekert |

|              |           |                     |
| Balewski 45’ | Marcatori | 7’ Seel 39’ Blättel |

| Arbitro: | Scheuerer |

|                                                 |           |           |
| Seel 11’ Müller 53’ Kakoko 56’, 77’ Blättel 63’ | Marcatori | 32’ Allig |

| Arbitro: | Puchalski |

|             |           |          |
| Blättel 65’ | Marcatori | 68’ Kuhl |

| Arbitro: | Assenmacher |

|                          |           |  |
| Deuerling 11’ Traser 85’ | Marcatori |  |

| Arbitro: | Tritschler |

|            |           |               |
| Kakoko 51’ | Marcatori | 22’ Abramczik |

| Arbitro: | Mierswa |

|                     |           |  |
| Hauck 68’ Neipp 81’ | Marcatori |  |

| Arbitro: | Boos |

|          |           |             |
| Seel 19’ | Marcatori | 65’ Schäfer |

| Arbitro: | Ermer |

|                                             |           |  |
| Lehmann 48’ (rig.) Szesni 54’, 79’ Gans 69’ | Marcatori |  |

| Arbitro: | Risse |

|                                     |           |                   |
| Schlegel 15’ Laohakul 38’ Knoll 60’ | Marcatori | 61’ Skov 70’ Blau |

| Arbitro: | Schäfer |

|                       |           |              |
| Aussem 25’ Thiele 71’ | Marcatori | 35’ Schlegel |

| Arbitro: | Neuner |

|                      |           |  |
| Kakoko 64’ Jambo 79’ | Marcatori |  |

| Arbitro: | Eschweiler |

|                      |           |            |
| Stickroth 74’ (rig.) | Marcatori | 32’ Kakoko |

| Arbitro: | Wiesel |

|  |           |                       |
|  | Marcatori | 29’ Dittus 81’ Boysen |

| Arbitro: | Jupe |

|              |           |                       |
| Steubing 16’ | Marcatori | 18’, 45’ (rig.) Jambo |

| Arbitro: | Schmidhuber |

|                      |           |  |
| Hönnscheidt 36’, 85’ | Marcatori |  |

| Arbitro: | Kespohl |

|              |           |                             |
| Grabosch 18’ | Marcatori | 75’ Dickert 79’ Hönnscheidt |

| Arbitro: | Brückner |

|              |           |            |
| Laohakul 78’ | Marcatori | 5’ Demange |

| Arbitro: | Waltert |

|                                                                                   |           |                 |
| Niebel 13’ Mittelstädt 35’, 55’ Schlumberger 56’ Gaedke 65’, 76’, 82’ Bangsow 84’ | Marcatori | 21’ Hönnscheidt |

| Arbitro: | Schütte |

|                                             |           |                                |
| Kruszyński 45’ Laohakul 59’ Hönnscheidt 62’ | Marcatori | 77’ Beck 82’ Vollmer 87’ Jeske |

## Statistiche

### Statistiche di squadra
| Competizione  | Punti | In casa | In casa | In casa | In casa | In casa | In casa | In trasferta | In trasferta | In trasferta | In trasferta | In trasferta | In trasferta | Totale | Totale | Totale | Totale | Totale | Totale | DR |
| Competizione  | Punti | G       | V       | N       | P       | Gf      | Gs      | G            | V            | N            | P            | Gf           | Gs           | G      | V      | N      | P      | Gf     | Gs     | DR |
| ------------- | ----- | ------- | ------- | ------- | ------- | ------- | ------- | ------------ | ------------ | ------------ | ------------ | ------------ | ------------ | ------ | ------ | ------ | ------ | ------ | ------ | -- |
| 2. Bundesliga | 38    | 19      | 10      | 6       | 3       | 42      | 25      | 19           | 4            | 4            | 11           | 19           | 44           | 38     | 14     | 10     | 14     | 61     | 69     | -8 |
| Totale        | 38    | 19      | 10      | 6       | 3       | 42      | 25      | 19           | 4            | 4            | 11           | 19           | 44           | 38     | 14     | 10     | 14     | 61     | 69     | -8 |

### Andamento in campionato
| Giornata  | 1 | 2  | 3  | 4  | 5  | 6  | 7  | 8  | 9  | 10 | 11 | 12 | 13 | 14 | 15 | 16 | 17 | 18 | 19 | 20 | 21 | 22 | 23 | 24 | 25 | 26 | 27 | 28 | 29 | 30 | 31 | 32 | 33 | 34 | 35 | 36 | 37 | 38 |
| --------- | - | -- | -- | -- | -- | -- | -- | -- | -- | -- | -- | -- | -- | -- | -- | -- | -- | -- | -- | -- | -- | -- | -- | -- | -- | -- | -- | -- | -- | -- | -- | -- | -- | -- | -- | -- | -- | -- |
| Luogo     | C | T  | T  | C  | T  | C  | T  | C  | T  | C  | T  | C  | T  | C  | T  | C  | T  | C  | T  | T  | C  | C  | T  | C  | T  | C  | T  | C  | T  | C  | T  | C  | T  | C  | T  | C  | T  | C  |
| Risultato | V | P  | N  | P  | N  | V  | P  | V  | P  | V  | P  | N  | P  | V  | P  | P  | V  | V  | N  | V  | V  | N  | P  | N  | P  | N  | P  | V  | P  | V  | N  | P  | V  | V  | V  | N  | P  | N  |
| Posizione | 6 | 13 | 12 | 15 | 14 | 12 | 13 | 10 | 12 | 10 | 12 | 10 | 13 | 11 | 14 | 14 | 12 | 11 | 11 | 9  | 9  | 9  | 9  | 9  | 9  | 10 | 11 | 10 | 11 | 10 | 11 | 12 | 11 | 11 | 10 | 11 | 11 | 10 |

Legenda:

Luogo: C = Casa; T = Trasferta. Risultato: V = Vittoria; N = Pareggio; P = Sconfitta.

### Statistiche dei giocatori
| M. Blättel     | 28 | 9  | 3 | 0 |
| R. Brendel     | 27 | 0  | 2 | 0 |
| P. Dickert     | 26 | 8  | 1 | 0 |
| J. Goll        | 18 | 0  | 1 | 0 |
| W. Gruler      | 13 | 1  | 1 | 0 |
| N. Hönnscheidt | 33 | 10 | 2 | 0 |
| S. Jambo       | 36 | 4  | 6 | 0 |
| E. Kakoko      | 27 | 9  | 0 | 0 |
| M. Kalkbrenner | 15 | 0  | 2 | 0 |
| W. Kellner     | 36 | 0  | 1 | 0 |
| K. Knoll       | 22 | 1  | 5 | 0 |
| D. Kruszyński  | 32 | 2  | 3 | 0 |
| R. Kuppig      | 3  | 0  | 0 | 0 |
| W. Laohakul    | 27 | 3  | 0 | 0 |
| P. Mack        | 7  | 1  | 0 | 0 |
| W. Müller      | 27 | 2  | 7 | 0 |
| M. Nushöhr     | 13 | 0  | 1 | 0 |
| N. Schlegel    | 29 | 3  | 2 | 1 |
| W. Seel        | 27 | 6  | 2 | 0 |
| E. Traser      | 17 | 0  | 1 | 0 |
| E. Zimmermann  | 22 | 1  | 3 | 0 |